# Un moment d'égarement
Un moment d'égarement (Um Momento de Perdição (título em Portugal) ou Doce Veneno (título no Brasil)) é um filme de comédia dramática produzido na França, dirigido por Jean-François Richet e lançado em 2015. É um remake do filme de 1977 Un moment d'égarement, dirigido por Claude Berri. Outra refilmagem deste filme foi lançada em 1984, Blame It on Rio.
O filme foi produzido pelo filho de Berri, Thomas Langmann, e Sébastien Delloye. As filmagens foram feitas na Córsega.

## Enredo
Dois pais divorciados, Antoine e Laurent, levam Louna e Marie, filhas de 17 e 18 anos, em férias na Córsega, onde um deles se vê seduzido pela filha de 17 anos do outro.

## Elenco
- Vincent Cassel como Laurent
- François Cluzet como Antoine
- Alice Isaaz como Marie
- Lola Le Lann como Louna
- Annelise Hesme como Sylvie
- Noémie Merlant como Linda

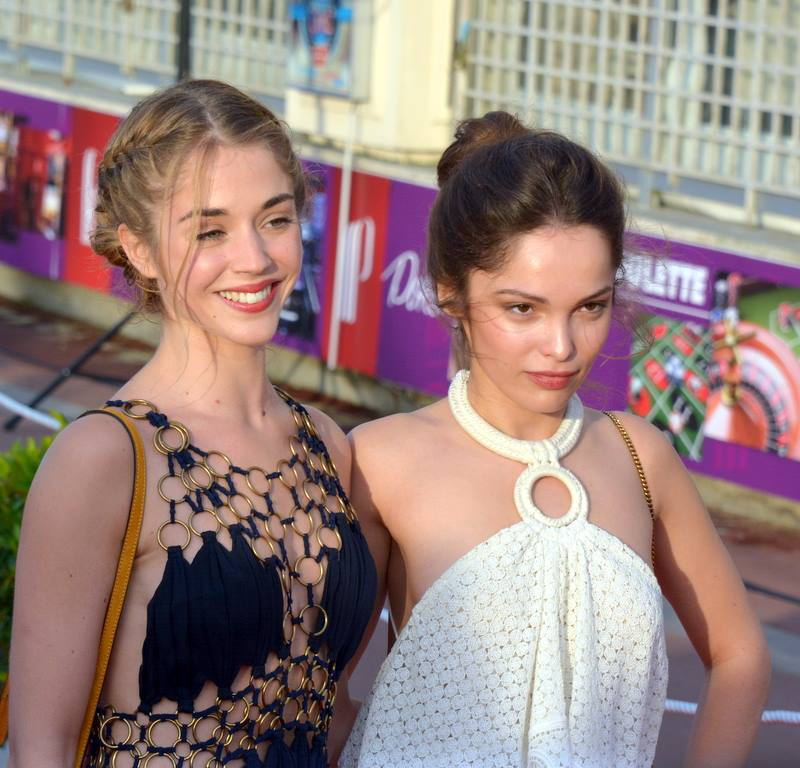
Alice Isaaz e Lola Le Lann no Festival de Cabourg em 2015

- Philippe Nahon como vizinho de Antoine

## Trilha sonora
1. Lykke Li - I Follow Rivers : 4:44
2. Gesaffelstein - Pursuit : 3:30
3. Mark Ronson - Uptown Funk ft. Bruno Mars : 4:31
4. Brodinski Ft Louisahhh!!! - Let The Beat Control Your Body : 5:03
5. Major Lazer & DJ Snake - Lean On (feat. MØ) : 2:59
6. Rihanna - Diamonds : 3:45
7. Les mots bleus (Christophe) : 4:11
8. Charles Trenet - La Mer : 3:23
9. Dans la Maison - Philippe ROMBI : 10:47
10. Arnaud Rebotini - All You Need Is Techno : 8:14
11. The Beatangers - Nigga Who : 6:09
12. Petter - Some Polyphony : 5:11
13. Lehar - Sargas : 9:07
14. Klingande - Jubel : 4:44